# Cratere Neheh
Neheh è un cratere sulla superficie di Ganimede.